# Пепељуга (драма)
Пепељуга је драма за децу српског писца Александра Поповића. Реч је о савременој адаптацији познате дечје бајке. Тематско-мотивски слој сродан је истоименим бајкама Шарла Пероа, Браће Грим и Вука Караџића, али је радња смештена у савремен контекст, уз неизбежно пародирање.
 Драма Пепељуга је једно од капиталних дела српске и југословенске књижевности за децу. Уврштена је у лектиру за ученике четвртог разреда основне школе.
Драма је премијерно изведена у позоришту „Бошко Буха” 14. новембра 1966. године, а била је и на репертоару Малог позоришта „Душко Радовић“ у Београду. Први пут је објављена 1986. године у збирци драмских текстова за децу Александра Поповића Три светлице с позорнице.

## О драми
Драма Пепељуга Александра Поповића је једно од капиталних дела српске и југословенске књижевности за децу. У сржи драмске радње је сукоб између извештачености и аутентичности, између правог осећања љубави према другом људском бићу и нарцисодне, а дубоко лажне, љубави према себи која се на другог само пројектује, као одраз у огледалу. Ове теме чине Поповићеву адаптацију актуелном. У савременом свету се инсистира на готово естрадном односу према сопственом изгледу и свеукупном утиску који се оставља на друге и тим садржајима и искривљеним принципима деца су свакодневно изложена.
Моћ бајке лежи у томе што може да „исправи то искривљено огледало“ и да се на шаљив, разигран, али ипак врло дубок и едукативан начин деци покаже шта су праве вредности. У Петровићевој адаптацији Пепељуге поруке су веома дубоке и далеко превазилазе дирљиву поучност аутентичне бајке. Читаоца, односно гледаоца, оне уводе у свет модерног нарцизма који искривљује човекову слику и о самоме себи и о ономе што би релације са другима требало да буду. С друге стране, смешна, врцава и на моменте нежна поетика показује завојити пут изласка изван тог света лажи и лажних предубеђења. Најважније поруке ове драме су: 
- да је изафектираност најчешће маска за празнину,
- да се права љубав не може добити на силу, већ се налази у аутентичном међусобном препознавању два бића,
- да је давање другима у исто време давање и себи, јер кад смо окружени људима који су збиља добри за нас више се и не зна ко је коме више дао, а није ни битно, права љубав је несебичност управо зато што у њој не постоје страх и могућност да будемо искоришћени.

Како би испратила Поповићев крајње разигран, на моменте намерно претеран, сочан и поетичан језик, радња ове драме је смештена у епоху барока, епоху претеривања и врло често тријумфа форме над садржином, али такође и епоху чудесне лепоте. Наспрам компликованости, формалности и дворске етикеције ове епохе стоји једноставност и чистота Пепељугине и принчеве љубави.

## Радња драме
У бајци Шарла Пероа Пепељуга је приказана као сироче које трпи охолост и злу ћуд маћехе и њених кћерки. У бајци браће Грим маћеха и њене кћерке су злобне, а Пепељуга мора да ради тешко физичке послове и у потпуности је одбачена од породице. Слична радња јавља се и у истоименој бајци код Вука Караџића.
Радња у драми Александра Поповића ослања се на тему и мотив ове класичне бајке, али је он пародирао ликове маћехе и кћерки, па су оне осим што су зле, представљене и као потпуне незналице и каћиперке. Пепељуга, осим тога што, као у класичној бајци, обавља све кућне послове, ради и домаће задатке маћехиним кћеркама. У његовој адаптацији Пепељуга поседује знање, а кроз драму писац истиче и њено добро васпитање, информисаност и познавање опште културе. Пепељугине патње нису мале, њена пониженост није занемарљива, свет је пун заборављене, запостављене и обесправљене деце. Испод слојева смеха крије се један крик за правдом, вапај да се правим вредностима дозволи да засене обиље привида и лажи којима је затрпан ум савременог човека па и савременог детета. Тај крик у Поповићевој драми испуштен је суптилно, шаљиво, разиграно али је ипак крик, позив да се дозовемо себи и ослободимо се извештачености.